# Séptimo de caballería
Séptimo de caballería fue un programa musical de televisión, presentado por Miguel Bosé y emitido por La 1 de Televisión española en la temporada 1998-1999. Se programaba semanalmente los lunes a las 23 horas. En su segunda temporada pasó a llamarse Séptimo y se emitía por La 2.

## Formato
El programa pretendía recuperar el espíritu de programas emblemáticos de la televisión en España como Aplauso o Tocata. La mecánica consistía en intercalar entrevistas en profundidad con el artista invitado junto a actuaciones en estricto directo.

## Artistas invitados
Bosé tuvo oportunidad de entrevistar a artistas internacionales de la talla de Madonna, R.E.M., Prince, o Mick Jagger.
Otros artistas que pasaron por el plató de Séptimo de caballería incluyen a:
- Alanis Morissette
- Alejandro Sanz
- Álex de la Iglesia
- Amaury Gutiérrez
- Ana Belén
- Ana Reverte
- Ana Torroja
- Andrés Calamaro
- Ángela Carrasco
- Antonio Canales
- Ariel Rot
- Azúcar Moreno
- Beatriz Pecker
- Bibiana Fernández
- Boris Izaguirre
- Bruce Willis
- Bryan Adams
- Bunbury
- Carlos Cano
- Carlos Santana
- Celia Cruz
- Celtas Cortos
- Chavela Vargas
- Christina Rosenvinge
- Clara Montes
- Concha Velasco
- Coque Malla
- Des'ree
- Diego El Cigala
- Dover (banda)
- Dúo Dinámico
- El chaval de la peca
- El Consorcio
- El Gran Wyoming
- Ella baila sola
- Elton John
- Enrique Iglesias
- Enrique Morente
- Eva Amaral
- Fangoria
- Farruquito
- Fernando Colomo
- Gloria Gaynor
- Greta y los Garbo
- Guillermo Fesser
- Hevia
- Inma del Moral
- Jackson Browne
- Jaime Urrutia
- Javier Álvarez
- Javier Gurruchaga
- Jennifer Paige
- Joan Manuel Serrat
- Joaquín Sabina
- Jorge Drexler
- José Mercé
- Juan Echanove
- Juan Luis Cano
- Ketama
- Kiko Veneno
- La Barbería del Sur
- La Oreja de Van Gogh
- La Unión
- Laura Pausini
- Lolita Flores
- Los Panchos
- Los Secretos
- Lucrecia
- Luz Casal
- Malú
- Manolo García
- María Barranco
- María Dolores Pradera
- Marifé de Triana
- Marta Sánchez
- Martirio
- Mercedes Ferrer
- Miguel Ríos
- Mikel Erentxun
- Moncho Alpuente
- Mónica Molina
- Mónica Naranjo
- Montserrat Caballé
- Nacho Campillo
- Nacho Cano
- Nacho Duato
- Natalia Dicenta
- Niña Pastori
- Paco Clavel
- Pancho Céspedes
- Pau Donés
- Pedro Almodóvar
- Pedro Guerra
- Presuntos implicados
- Raimundo Amador
- Raphael
- Remedios Amaya
- Revólver (banda)
- Rocío Jurado
- Rosa Maria Sardà
- Rosana Arbelo
- Rosario Flores
- Rosario Mohedano
- Rosendo Mercado
- Rossy de Palma
- Santiago Auserón
- Sara Baras
- Sergio Dalma
- Tamara
- Teo Cardalda
- Terenci Moix
- Texas (banda)
- The Corrs
- Toni Cantó
- Víctor Manuel

## Premios
- Premio Ondas, 1999